# بركابشت مهدي خاني (كوركا)
برکابشت مهدي خاني (بالفارسية: پرکاپشت مهدی خانی) هي قرية تقع في إيران في قسم كورکا الريفي. يقدر عدد سكانها بـ 835 نسمة بحسب إحصاء 2016.